# Mikoyan MiG-31
Mikoyan MiG-31 (tiếng Nga: МиГ-31) (tên ký hiệu của NATO: "Foxhound") (cáo săn chồn) là một máy bay tiêm kích đánh chặn siêu âm được phát triển để thay thế cho MiG-25 'Foxbat'. MiG-31 được thiết kế bởi Phòng thiết kế Mikoyan dựa trên MiG-25., MiG-31 là một mẫu máy bay đánh chặn chiến lược trên chiến trường của Liên Xô, trước khi Liên Xô tan rã.

## Phát triển

Giá treo tên lửa ở gần bánh

MiG-31BM tại triển lãm hàng không Moscow, 1999

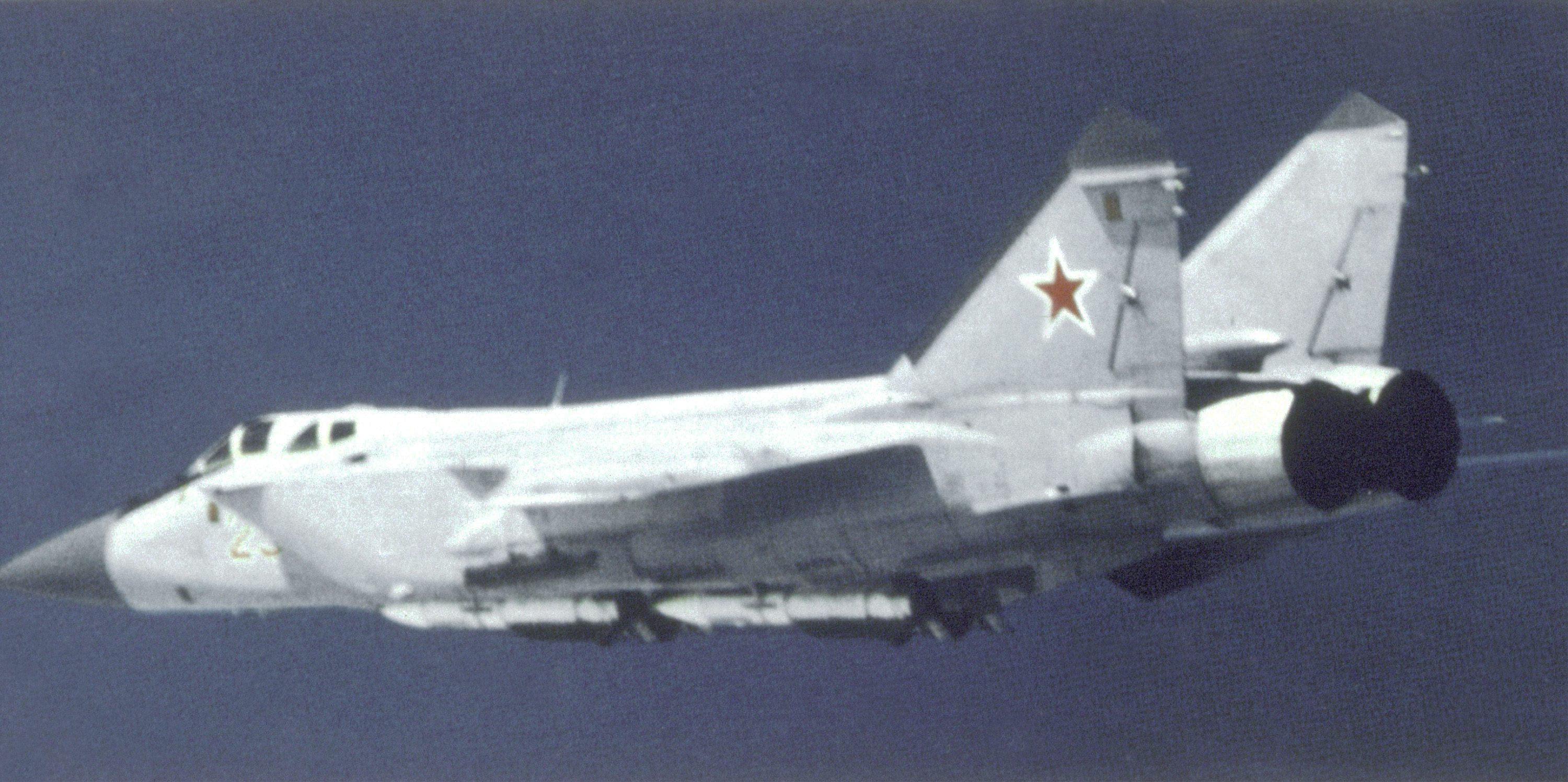
MiG-31

MiG-25 "Foxbat" đã gây những kinh ngạc cho Phương Tây ngay khi nó xuất hiện, nó khiến các nước Phương Tây hoảng sợ về hiệu suất, tốc độ bay kinh khủng, độ cao lớn và vận tốc leo cao rất nhanh của nó. Tuy nhiên, để đổi lấy các thông số này, MiG-25 thiếu khả năng cơ động bẻ ngoặt khi bay ở vận tốc cao, máy bay rất khó điều khiển khi bay ở độ cao thấp, và động cơ phản lực tua bin tốn nhiều nhiên liệu nên máy bay chỉ có tầm hoạt động không chiến ngắn khi bay ở tốc độ siêu âm. Nhưng dù sao thì mục đích thiết kế của MiG-25 cũng không phải là giao chiến tầm gần với máy bay địch (đó là nhiệm vụ của tiêm kích hạng nhẹ như MiG-21), mà nhiệm vụ chính của nó là tiêm kích đánh chặn tầm xa: MiG-25 sẽ dùng radar mạnh để phát hiện mục tiêu từ xa rồi dùng tên lửa đối không tầm xa bắn hạ máy bay đối thủ (thường là máy bay ném bom và máy bay tác chiến điện tử), sau đó nó sẽ bay vòng lại, dùng tốc độ cực nhanh và độ cao bay lớn để sớm thoát khỏi vùng giao tranh, khiến cho tiêm kích đối phương không kịp bắn trả. Đối với nhiệm vụ không chiến tầm xa "bắn rồi chạy" kiểu này, MiG-25 là số 1 thế giới ở thời điểm đó.
Radar của MiG-25 đủ mạnh để làm cháy các thiết bị đối phó điện tử (ECM) của máy bay đối phương. Hệ thống năng lượng của radar hoạt động dựa trên những ống chân không, nó có vẻ lỗi thời đối với Phương Tây, nhưng thực ra đây là một sáng kiến rất hữu ích và hoạt động rất tốt trên các máy bay của Liên Xô, vì ống chân không rất ít bị ảnh hưởng bởi xung điện từ sinh ra từ vụ nổ hạt nhân, nó sẽ đảm bảo MiG-25 vẫn hoạt động tốt kể cả khi chiến tranh hạt nhân xảy ra (trong khi các thiết bị vi mạch trên máy bay phương Tây sẽ bị vô hiệu hoá trong điều kiện này). 
Đồng hồ đo tốc độ của MiG-25 chỉ vạch đỏ ở tốc độ Mach 2,8, và những phi công được chỉ dẫn không nên bay quá vận tốc Mach 2,5 khi huấn luyện để bảo vệ động cơ. Tốc độ lớn nhất mà MiG-25 có thể đạt được là Mach 3,2 nhưng nếu bay với tốc độ này thì máy bay sẽ phải thay động cơ khác khi hạ cánh. Dù MiG-25 đã tỏ ra rất hữu ích trong vai trò trinh sát và đánh chặn, nhưng từ giữa thập kỷ 1970, một sự thay thế MiG-25 đã được phát triển.
Việc phát triển mẫu máy bay thay thế MiG-25 bắt đầu với nguyên mẫu Ye-155MP (tiếng Nga: Е-155МП), nó bay lần đầu tiên vào ngày 16 tháng 9-1975. Dù nó được thiết kế với bề ngoài giống với MiG-25 (thân máy bay được làm dài hơn, với một khoang nữa cho phi công vận hành radar), nó có nhiều phần thiết kế mới hoàn toàn khác MiG-25. MiG-25 sử dụng thép niken trong 80% cấu trúc của nó để cho phép hàn. Ye-155MP đã sử dụng gấp đôi lượng titan tới 16% và tăng lượng nhôm lên gấp ba tới 33% để giảm bớt trọng lượng kết cấu khung máy bay. Cấu trúc khung mới cũng khỏe hơn, cho phép khả năng chịu gia tốc g khi bay với tốc độ siêu âm lên tới 5, so với 4,5 của Foxbat. Quan trọng hơn, bây giờ mẫu máy bay mới có khả năng bay với tốc độ siêu âm tại độ cao thấp. Sức chứa nhiên liệu cũng được tăng lên cùng với động cơ tuốc bin phản lực đường vòng thấp đời mới có hiệu suất vượt trội cho phép nó bay xa hơn MiG-25.
Phát triển quan trọng nhất là loại radar Zaslon Phazotron quét điện tử tiên tiến có khả năng tìm kiếm đồng thời mục tiêu cả ở trên lẫn phía dưới (định vị những mục tiêu ở trên và ở dưới máy bay), cũng như khả năng theo dõi nhiều mục tiêu. Loại radar này đã cung cấp cho máy bay đánh chặn của Liên Xô khả năng cùng lúc theo dõi 10 mục tiêu và chặn đánh 4 mục tiêu trong phạm vi lên tới 200 km. Một phi đội tuần tra 4 chiếc MiG-31 - bay theo phương thức chặn đánh được hướng dẫn từ một radar mặt đất - có thể bao phủ một vùng 800x900km. Đồng thời nó cũng phản ánh thay đổi cách nghĩ từ sự tin tưởng vào hệ thống Kiểm soát đánh chặn từ mặt đất (GCI) tới quyền độc lập tác chiến nhiều hơn của các phi đội trên không.
Cũng như loại tiền nhiệm của nó là MiG-25, MiG-31 sớm bị vây quanh bởi những suy đoán và thông tin sai lệch ban đầu liên quan đến thiết kế và các khả năng của nó. Phương Tây biết được thông tin về một loại máy bay tiêm kích đánh chặn mới của Liên Xô từ trung úy Quân chủng phòng không Xô Viết Viktor Belenko, một phi công đào ngũ đến Nhật Bản vào năm 1976 cùng với chiếc MiG-25P của anh ta. Belenko đã mô tả một mẫu máy bay "Super Foxbat" sắp xuất hiện với 2 chỗ ngồi và có khả năng đánh chặn tên lửa hành trình. Theo mô tả của anh ta, máy bay tiêm kích đánh chặn mới có cửa hút khí giống với MiG-23 'Flogger', trong khi MiG-31 trên thực tế không giống, ít nhất không phải trong phiên bản sản xuất. Trong khi đang thử nghiệm, 1 chiếc máy bay đã bị một vệ tinh do thám phát hiện tại trung tâm thử nghiệm bay Zhukovsky gần thị trấn Ramenskoye. Những tấm ảnh đã làm sáng tỏ phần nào mẫu máy bay mới của Liên Xô đối với Phương Tây, họ cho rằng đây là một phiên bản tiêm kích đánh chặn cánh cố định của một máy bay tiêm kích cánh cụp cánh xòe, NATO đã đặt tên mã cho loại máy bay mới phát hiện này là "Ram-K". Sau này mẫu máy bay này dần được tiết lộ trở thành Sukhoi Su-27 'Flanker', một thiết kế hoàn toàn không liên quan gì đến MiG-31.
Việc sản xuất hàng loạt MiG-31 bắt đầu vào năm 1979, với những chiếc được đưa vào trang bị trong quân chủng phòng không Xô Viết (PVO) năm 1982. Tấm ảnh đầu tiên chụp được MiG-31 được thực hiện bởi một phi công Na Uy trên vùng biển Barents năm 1985.

MiG-31 với cần tiếp nhiên liệu và tên lửa

MiG-31 được sử dụng cho những nhiệm vụ tầm xa đa dạng. Đi theo sự sụp đổ của Liên Xô, ngân quỹ dành cho duy trì bảo dưỡng cũng bị cắt, nhiều chiếc trong các phi đội đã phải ngừng hoạt động do không có khả năng để bảo dưỡng máy móc phức tạp. Năm 1996, chỉ có 20% trong số máy bay còn lại có thể hoạt động trong bất kỳ thời điểm nào; tuy nhiên, vào đầu năm 2006, những chính sách kinh tế hiệu quả của tổng thống Nga Vladimir Putin đã cho phép 75% số MiG-31 trở lại hoạt động trong Không quân Nga (VVS).
Khoảng 500 chiếc MiG-31 đã được chế tạo, xấp xỉ 370 chiếc đang tiếp tục hoạt động trong không quân Nga, 30 chiếc phục vụ trong không quân Kazakhstan. Một vài chương trình nâng cấp được thực hiện trong các phi đội MiG-31, như phiên bản MiG-31BM đa năng với hệ thống điện tử cải tiến, radar đa chế độ mới, hệ thống cần điều khiển kiểu phương Tây (HOTAS) mới, màn hình màu tinh thể lỏng (LCD) hiển thị đa chức năng (MFDs), khả năng mang tên lửa AA-12 'Adder' và nhiều loại tên lửa không đối đất (AGM) của Nga như tên lửa chống radar (ARM) AS-17 "Krypton", một máy tính mới có khả năng xử lý mạnh, và liên kết dữ liệu. Tuy nhiên chỉ một số rất nhỏ máy bay MiG-31 của Nga được nâng cấp tới tiêu chuẩn MiG-31BM, dù những chiếc khác đã được trang bị máy tính mới và khả năng mang tên lửa tầm xa Vympel R-77.
Do tầm quan trọng và chưa có máy bay nào có thể hoàn toàn thay thế nó, nên MiG-31 sẽ phục vụ VVS (không quân Nga) lâu dài, tùy thuộc vào nền kinh tế Nga và các chương trình nâng cấp.

## Thiết kế

Động cơ MiG-31

Giống như MiG-25, MiG-31 có 2 động cơ loại lớn, với cửa hút khí nằm ở dưới cánh, cánh được đặt trên lưng với tỷ lệ kích cỡ là 2.94, có 2 cánh đuôi thẳng đứng. Không giống MiG-25, nó có 2 chỗ ngồi, phía trước là phi công điều khiển bay, còn đằng sau là phi công vận hành hệ thống vũ khí.

### Khung và động cơ máy bay
Cánh và khung máy bay của MiG-31 được gia cố khỏe hơn so với MiG-25, cho phép máy bay bay với vận tốc siêu âm ở độ cao thấp. Nó được trang bị động cơ tuốc bin phản lực Aviadvigatel D30-F6 lực đẩy đạt 34.000 cân Anh (cũng được mô tả như "động cơ đường vòng" vì tỷ lệ đường vòng thấp) cho phép nó đạt tốc độ tối đa mach 1.23 ở độ cao thấp. Tốc độ tới hạn trên độ cao lớn đạt Mach 2,83, nếu dùng nhiên liệu phụ trội thì tốc độ của nó vượt qua Mach 3,2, nhưng bay với tốc độ như vậy gây ra những mối đe dọa đến động cơ và khung máy bay.
Khi đưa MiG-31 vào vai trò một máy bay đánh chặn tốc độ Mach 2.8+ và duy trì thời gian đốt nhiên liệu phụ trội liên tục, sự tiêu thụ nhiên liệu của nó lớn hơn khi so sánh với các máy bay khác có nhiệm vụ khác, như Su-27. Do đó, nhiên liệu MiG-31 mang theo gấp 0.4 lần - 16,350 kg (36,050 lb) với loại nhiên liệu phản lực T-6 tỷ trọng lớn. Trên các giá treo vũ khí ngoài cũng được thiết kế để mang những thùng chứa nhiên liệu vứt được, cho phép tăng thêm 5.000 lít (1.320 gallon) nhiên liệu. Máy bay sản xuất đời sau còn có cần tiếp nhiên liệu trên không.
Vì thân máy bay đã được gia cố khỏe hơn, Foxhound chịu được một gia tốc trọng trường cực đại khi bay với vận tốc siêu âm là 5 g, cao hơn so với MiG-25. Ở trọng tải chiến đấu, tải trọng trên cánh của nó ở mép và tỷ lệ lực đẩy/trọng lượng là có ích. Tuy nhiên, cũng như người tiền nhiệm MiG-25, MiG-31 vẫn là máy bay tiêm kích đánh chặn: nó không được thiết kế cho không chiến tầm gần và lộn vòng nhanh, mà sẽ sử dụng tốc độ cực nhanh và radar mạnh để phóng tên lửa tấn công từ cự ly rất xa.

### Hệ thống điện tử

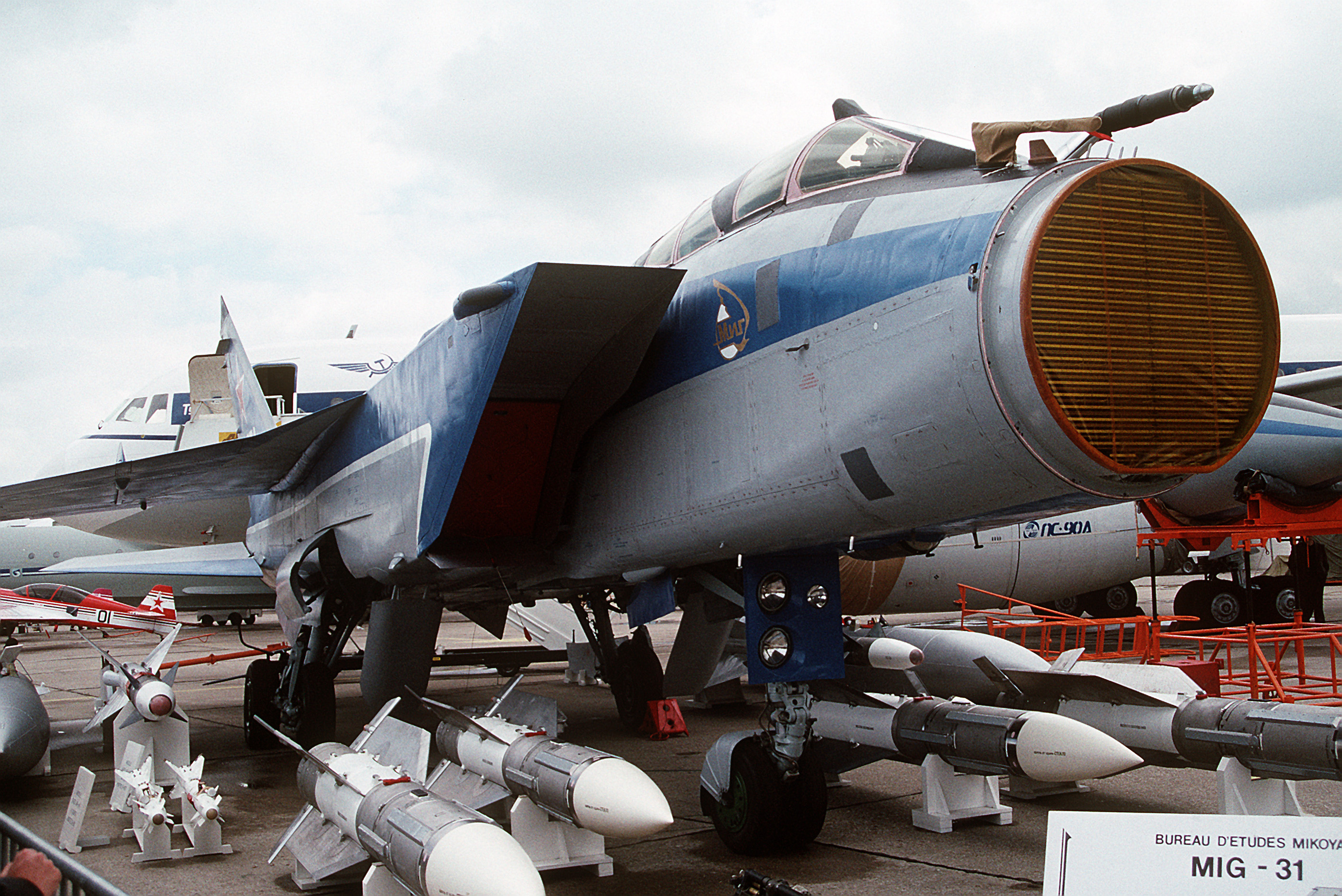
Radar ở đầu mũi và vũ khí

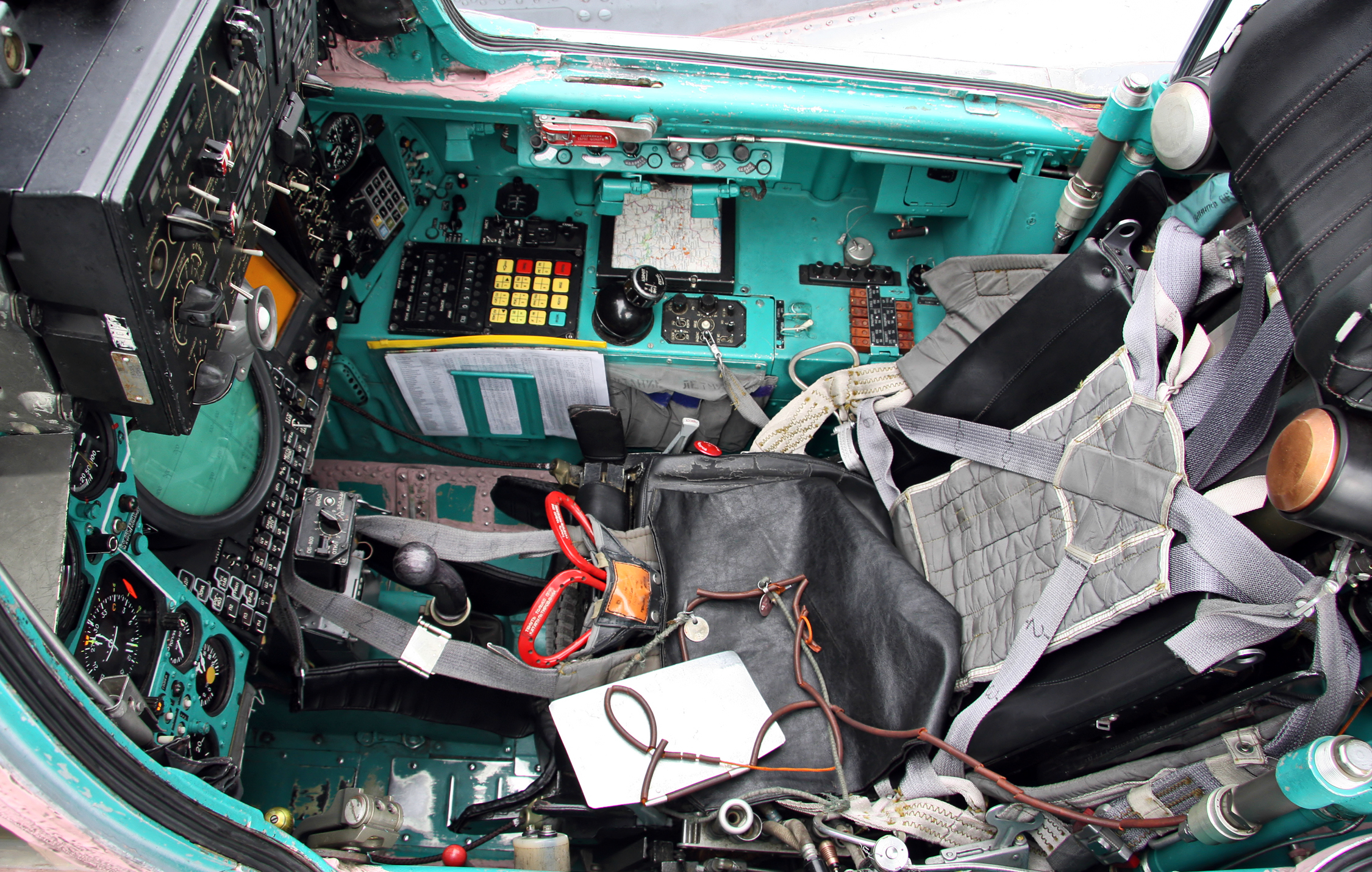
Hệ thống điện tử bên trong buồng lái MiG-31 năm 2011

MiG-31 là máy bay chiến đấu đầu tiên trên thế giới được trang bị radar quét mạng pha điện tử bị động, Zaslon S-800. Công nghệ này không máy bay chiến đấu nào của Mỹ thời đó có được, cho đến tận năm 2005 khi F-22 ra đời.
Tầm hoạt động tối đa của Zaslon S-800 đối với các mục tiêu có kích thước máy bay tiêm kích chiến đấu xấp xỉ 200 km (125 mi), nó có thể theo dõi cùng lúc 10 mục tiêu và tấn công 4 mục tiêu trong số đó với tên lửa Vympel R-33 AA-9 'Amos'. Nó bị giới hạn về phạm vi bao phủ mục tiêu phía sau (có lẽ là do mái che radar - giống như chỗ lồi lên phía trên và giữa các động cơ. Radar tích hợp với hệ thống tìm kiếm và theo dõi bằng tia hồng ngoại (IRST) trong bộ phận có thể thò ra thụt vào dưới mũi máy bay. Một phi đội 4 chiếc MiG-31 bay tuần tra có thể bao trùm một diện tích lên tới 800x900 km, có thể thông tin với nhau qua đường truyền dữ liệu, radar kiểm soát được điều khiển bởi phi công ngồi sau.
Phiên bản nâng cấp MiG-31M, MiG-31D và MiG-31BS có một radar nâng cấp loại Zaslon-M quét mạng pha điện tử bị động (PESA) với ăng-ten lớn và phạm vi dò tìm lớn. Nó có cự ly phát hiện lên tới 400 km đối với mục tiêu có kích thước RCS khoảng 20 m² (tương đương máy bay tiêm kích hạng nặng F-15C/D) . Cự ly phát hiện đạt 282 km đối với mục tiêu có RCS khoảng 5 m² (tương đương máy bay tiêm kích hạng nhẹ F-16). Các loại máy bay hạng nặng như B-52, C-130 và máy bay cảnh báo và điều khiển trên không AWACS có RCS vượt quá 100 m² thì có thể bị phát hiện ở cự ly lên tới 600 km.
Zaslon-M có khả năng theo dõi đồng thời 24 mục tiêu, điều khiển tên lửa tấn công 6 mục tiêu cùng lúc. Tên lửa đối không tầm rất xa R-37 đã được thiết kế dành riêng cho MiG-31 để khai thác cự ly quét rất xa của radar Zaslon-M. Tháng 4/1994, 1 chiếc MiG-31 đã thử nghiệm thành công tên lửa R-37 đánh trúng mục tiêu ở cự ly tới 300 km, kỷ lục thế giới ở thời điểm đó Hiện nay, biến thể tiên tiến hơn là R-37M đã được chế tạo, tầm bắn của nó được ước tính lên tới 400 km.
Hệ thống đồng hồ đo được thay thế bởi màn hình hiển thị tinh thể lỏng (LCD) đa chức năng (MFDs) hiện đại. Hệ thống đối phó điện tử được nâng cấp, với hệ thống đối phó điện tử (EMC) mới ở đầu cánh.

### Buồng lái

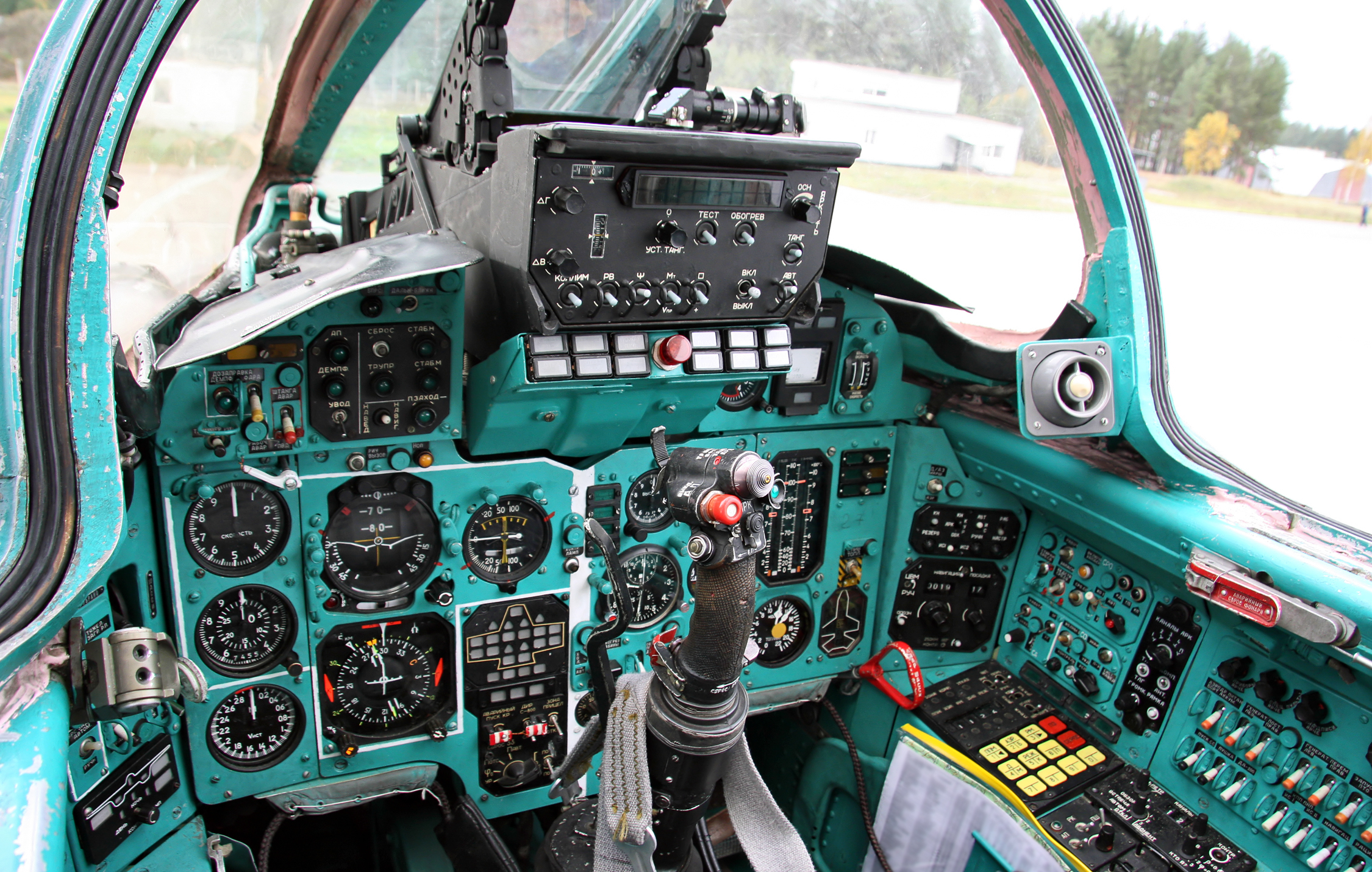
Buồng lái của phi công thứ nhất

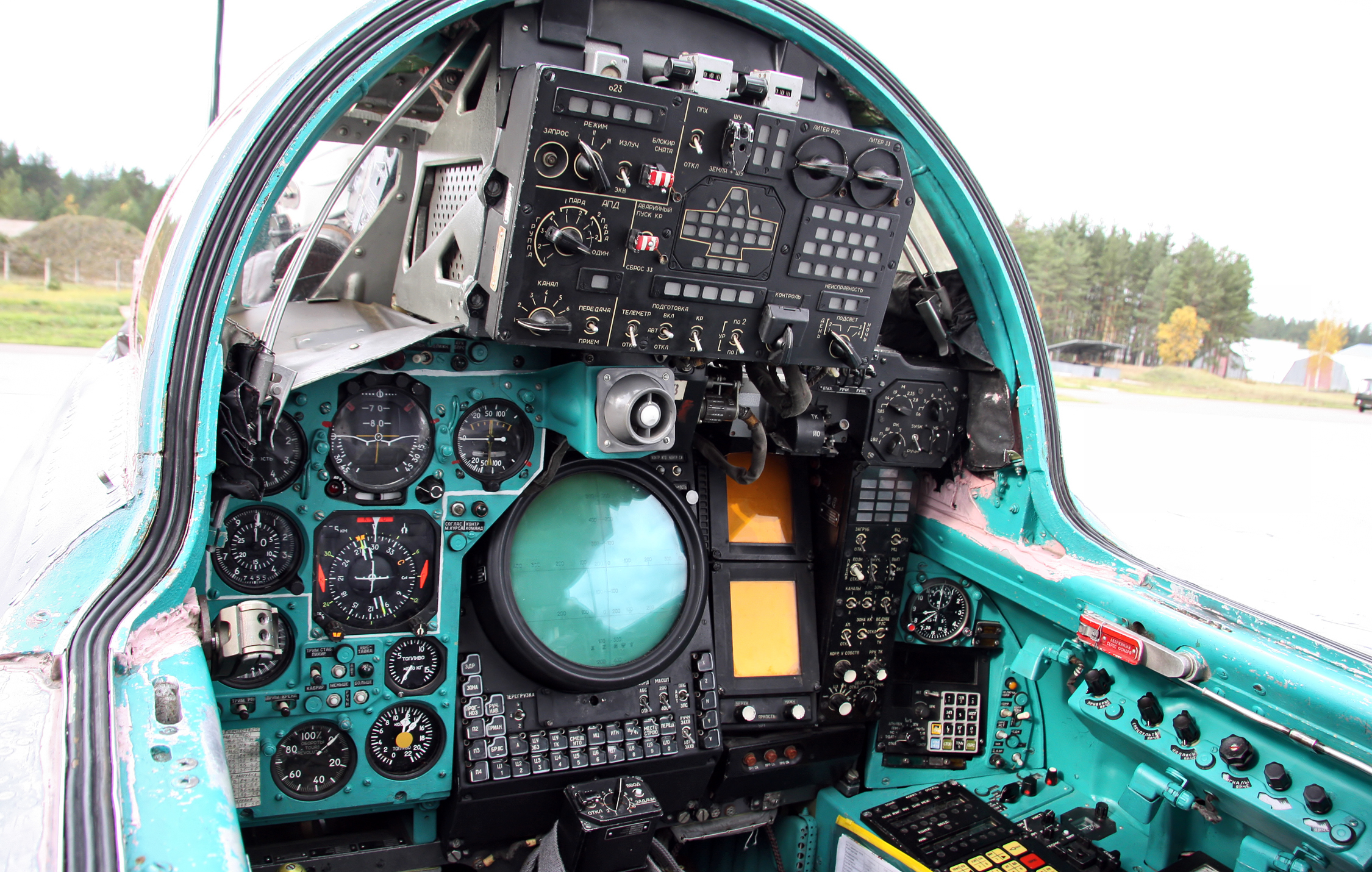
Buồng lái của phi công thứ hai

MiG-31 có 2 chỗ ngồi, ghế sau dành cho sĩ quan điều khiển radar. Cả hai khoang của phi công đều có thiết kế để điều khiển máy bay như nhau, nhưng bình thường máy bay được phi công phía trước điều khiển bay, còn phi công phía sau phụ trách radar, vũ khí. Phi công điều khiển máy bay sử dụng một cần điều khiển ở giữa và thiết bị ga ở tay trái. Buồng lái sau chỉ có tầm nhìn nhỏ từ 2 bên cạnh của vòm kính. Có những tranh cãi về sự hiện diện của WSO (Weapon Systems Operator - Sĩ quan thao tác hệ thống vũ khí) trong buồng lái sau có cải thiện năng lực của máy bay hay không, một khi sĩ quan này chỉ thực hiện thao tác trên radar và vũ khí. Điều này giảm bớt khối lượng công việc của phi công lái và tăng hiệu quả của kíp bay.
Cả hai khoang của phi công đều được trang bị ghế phóng cho phép tổ lái thoát khỏi máy bay trên bất kỳ độ cao và tốc độ nào.
Một số chương trình nâng cấp đã được thực hiện, ví dụ như phiên bản MiG-31BM đa chức năng. Nó có hệ thống điện tử nâng cấp, có thể sử dụng vũ khí mới, radar đa năng, HOTAS và màn hình LCD hiển thị đa chức năng. Chỉ có một số MiG-31 được nâng cấp lên thành tiêu chuẩn MiG-31BM.
Theo tuyên bố của đại tá Yuri Balyko thuộc bộ quốc phòng liên bang Nga, những nâng cấp này sẽ tăng khả năng chiến đấu của máy bay thêm vài năm nữa.

### Vũ khí

MiG-31 và vũ khí

Vũ khí chính của MiG-31 là 4 tên lửa không đối không Vympel R-33 (NATO: AA-9 'Amos') đặt dưới bụng. R-33 tương đương với loại tên lửa AIM-54 Phoenix của hải quân Mỹ. Nó có thể được dẫn đường bằng hệ thống radar bán chủ động (SARH), hoặc bằng hệ thống dẫn đường quán tính, hoặc dẫn đường từ máy bay một nửa quãng đường sau đó chuyển sang SARH ở quãng đường cuối. Một phiên bản tiên tiến hơn là Vympel R-37 (AA-X-13 'Arrow'), nó được dùng thay thế cho loại Vympel R-33.
Những vũ khí khác bao gồm tên lửa Bisnovat R-40 (AA-6 'Acrid') cũ hơn, trước đây được triển khai trên MiG-25, và tên lửa tầm ngắn hồng ngoại Molniya R-60 (AA-8 'Aphid') hoặc Vympel R-73 (AA-11 'Archer') treo dưới cánh. Hiện nay toàn bộ phi đội MiG-31 được nâng cấp để mang tên lửa mới Vympel R-77 (AA-12 'Adder').
Không giống MiG-25, MiG-31 có một khẩu pháo bên trong, loại 23 mm GSh-6-23 6 nòng với 800 viên đạn, gắn ở trên bộ phận hạ cánh chính bên phải. GSh-6-23 có tốc độ bắn là 10.000 viên đạn/phút. MiG-31 đã loại bỏ khẩu pháo này và thêm vào đó giá treo tên lửa loại R-33 hoặc R-37 ở một số phiên bản.

## Biến thể

MiG-31F

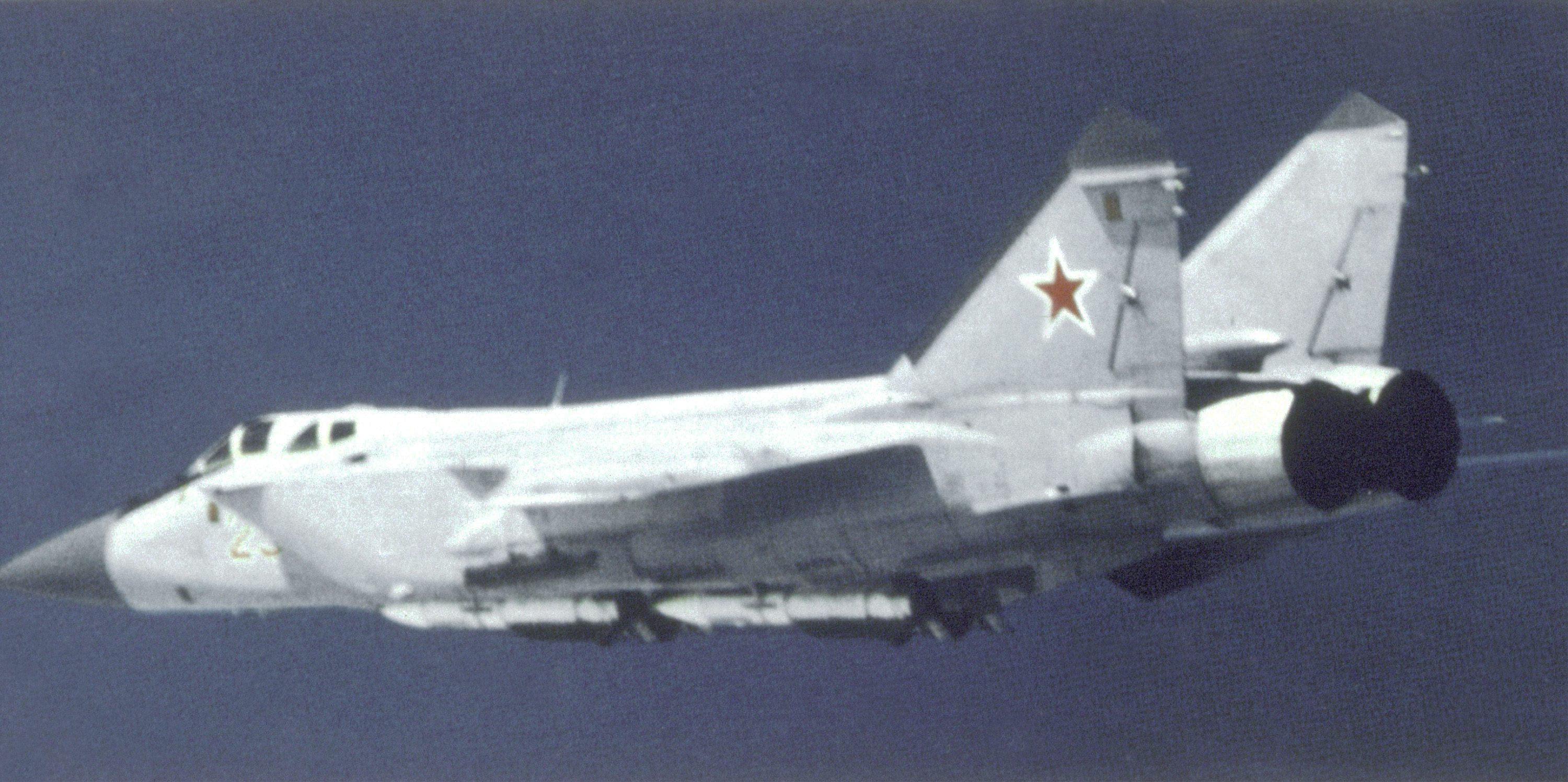
MiG-31 chụp năm 1987

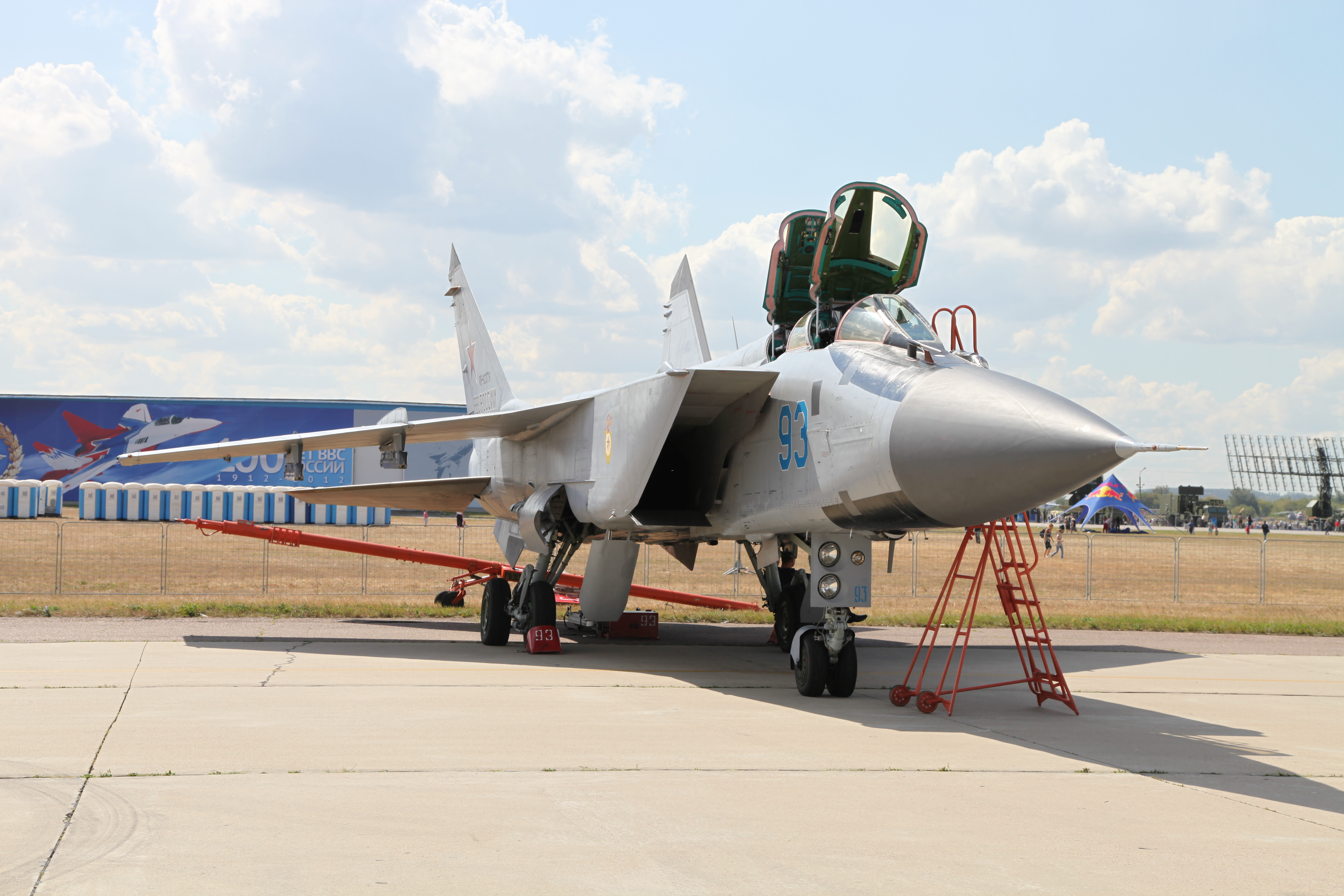
MiG-31BM

Một phiên bản mới của Foxhound với hệ thống điện tử nâng cấp, MiG-31B được giới thiệu vào năm 1990. Người Xô Viết đã phát hiện ra kỹ sư bộ phận radar Phazotron là Adolf Tolkachev đã bán các thông tin về những loại radar tiên tiến cho Phương Tây, vì vậy mà những chiếc máy bay của Liên Xô dễ dàng bị phát hiện. Ngay sau đó một phiên bản radar mới vội vàng được phát triển. Nhiều chiếc MiG-31 trước đó đã được nâng cấp tới tiêu chuẩn mới, thiết kế MiG-31BS
Sự phát triển một phiên bản tiên tiến toàn diện hơn, MiG-31M, đã được bắt đầu vào năm 1983 và bay chuyến đầu tiên vào năm 1986, nhưng sự sụp đổ của Liên Xô đã cản trở nó được sản xuất hoàn thiện. Từ năm 1991 và đặc biệt từ năm 2000, hầu hết máy bay hiện nay đều được nâng cấp tới tiêu chuẩn phiên bản MiG-31M, thêm vào một bổ sung như hệ thống định vị toàn cầu (GPS) và máy thu sóng từ vệ tinh GLONASS. (Trong VVS - Không quân Nga, việc gọi tên máy bay thường được lặp lại xuyên suốt các năm, chẳng hạn Su-35 'Flanker-E' và Su-37 'Flanker-F' đều được đặt tên là "Su-27M").
MiG-31 là máy bay tiêm kích đánh chặn nặng nhất thế giới, trọng lượng cất cánh tối đa của nó là 46 tấn, nặng gần bằng với loại Tupolev Tu-154 thương mại chỉ có 55 tấn, nặng hơn cả loại Tupolev Tu-134 chỉ xấp xỉ 30 tấn, thậm chí nặng hơn cả một chiếc xe tăng T-54/55 chỉ khoảng 40 tấn, nặng ngang với một chiếc xe tăng T-90.
Vài phiên bản khác đã được phát triển, bao gồm phiên bản mang tên lửa chống vệ tinh chuyên dụng, MiG-31D; một phiên bản chống vệ tinh tương tự MiG-31A; một phiên bản đa năng trong đề án, MiG-31F; và phiên bản xuất khẩu ít tính năng, MiG-31E; nhưng đa số không được chế tạo.
- Ye-155MP (còn được biết đến với tên gọi Mẫu 83 MiG-25MP): bay lần đầu tiên vào 16 tháng 9-1975. Sản xuất vào năm 1979 thay thế MiG-23 và Sukhoi Su-15.
- MiG-31 (Mẫu 01, 'Foxhound-A'): 2 chỗ, bay trong mọi thời tiết. Còn có tên MiG-31 01DZ khi cần nạp nhiên liệu trên không được thêm vào.
- MiG-31M (Mẫu 05, 'Foxhound-B'): phiên bản cải tiến, bắt đầu được phát triển từ năm 1984. Được nhìn thấy lần đầu tiên vào tháng 2-1992. Nó được nâng cấp lên động cơ loại D-30F6M, kính chắn gió, thêm 300 lít nhiên liệu, hệ thống điều khiển số, màn hình đa chức năng, radar mảng pha Phazotron Zaslon-M với bán kính quét lên tới 400 km, tháo bỏ pháo thay vào 2 giá treo tên lửa, trọng lượng tối đa lên tới 52.000 kg (114.640 lb. Mẫu đầu tiên xuất hiện vào 9 tháng 8-1991.
- MiG-31B (Mẫu 01B): cải tiến với radar hiện đại, trang bị EMC và EW, nâng cấp để mang tê lửa R-33. Hệ thống điện tử cải tiến gồm: hệ thống dẫn đường tầm xa A-723, tương thích với các trạm thông tin dẫn đường mặt đất như LORAN/OMEGA và CHAYKA. Thay thế mẫu 01/01DZ vào cuối năm 1990.
- MiG-31BS (Mẫu 01BS): thiết kế ứng dụng cho mẫu 01/01DZ khi đã cải tạo thành kiểu tiêu chuẩn MiG-31B.
- MiG-31D (Mẫu 07): chỉ có 2 chiếc được sản xuất. 1 chiếc chuyên dụng chống vệ tinh.
- MiG-31E: phiên bản xuất khẩu. Xuất hiện lần đầu tiên vào năm 1997 với các hệ thống đơn giản hóa.
- MiG-31F: dự án máy bay chiến đấu - ném bom.
- MiG-31FE: phiên bản xuất khẩu của MiG-31F

## Các quốc gia sử dụng

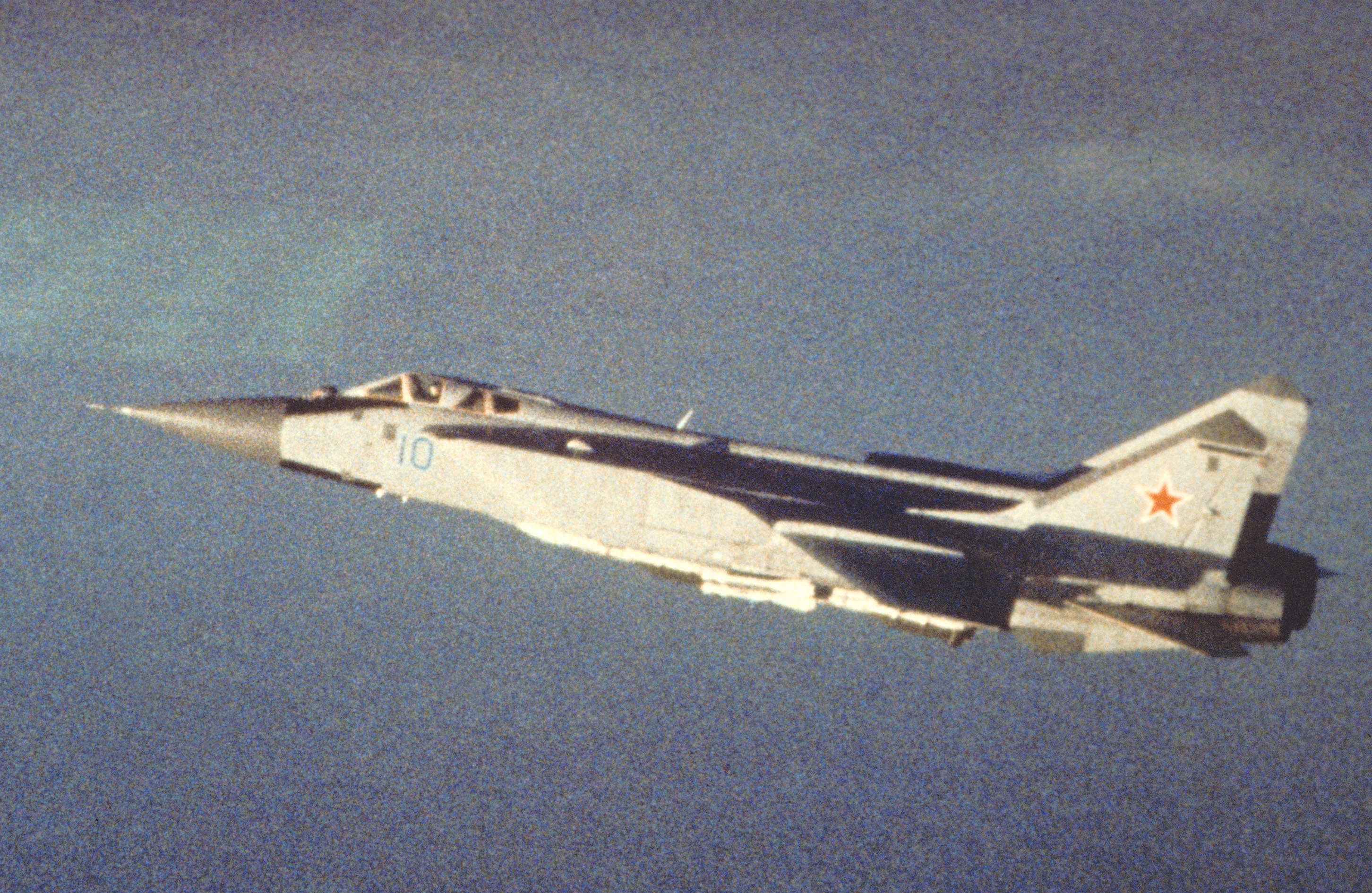
MiG-31 chụp năm 1989

### Các quốc gia hiện đang sử dụng
Kazakhstan
- Không quân Kazakhstan có 33 chiếc đang hoạt động, 10 chiếc được tân trang lại.

 Nga
- Không quân Nga 286 chiếc đang hoạt động, 100 chiếc đang bảo quản.
- Không quân Hải quân Nga

 Syria
- Không quân Syria có 8 MiG-31E đang đặt mua..[11][12] Tuy nhiên, đơn đặt hàng này hiện đang không rõ thực trạng, có thể do vấp phải sự phản đối quyết liệt từ Israel hoặc do Syria thiếu ngân sách.[13]

### Các quốc gia không còn sử dụng
Liên Xô
- Quân chủng phòng không Xô Viết
- Không quân Xô viết chuyển MiG-31 cho Nga và Kazakhstan vào năm 1991.

## Thông số kỹ thuật (MiG-31)
Dữ liệu lấy từ Great Book of Modern Warplanes, MiG-31E data

### Đặc điểm riêng
- Phi đoàn: 2 (phi công và sĩ quan điều khiển vũ khí)
- Chiều dài: 22.69 m (74 ft 5 in)
- Sải cánh: 13.46 m (44 ft 2 in)
- Chiều cao: 6.15 m (20 ft 2 in)
- Diện tích cánh: 61.6 m² (663 ft²)
- Trọng lượng rỗng: 21.820 kg (48.100 lb)
- Trọng lượng cất cánh: 41.000 kg (90.400 lb)
- Trọng lượng cất cánh tối đa: 46.200 kg (101.900 lb)
- Động cơ: 2× Soloviev D-30F6, lực đẩy 93 kN (20.900 lbf) và 152 kN (34.172 lbf) khi đốt nhiên liệu phụ trội với mỗi động cơ

### Hiệu suất bay
- Vận tốc cực đại:
  - Trên độ cao lớn: Mach 3.2 (3,800 km)
  - Trên độ cao thấp: Mach 1.2 (1,500 km/h, 25km/ph)
- Bán kính chiến đấu: 720 km với tốc độ Mach 2.35 (450 mi)
- Bán kính tuần tiễu: 3.300 km (2.050 mi)
- Trần bay: 20.600 m (67.600 ft)
- Vận tốc leo cao: 208 m/s (41.000 ft/min)
- Lực nâng của cánh: 665 kg/m² (136 lb/ft²)
- Lực đẩy/trọng lượng: 0.85
- Gia tốc g tối đa: 5 g

### Vũ khí
Tải trọng vũ khí tối đa là khoảng 12 tấn, còn tải trọng chiến đấu thì thấp hơn, đạt mức 9 tấn vũ khí (tải trọng chiến đấu là lượng vũ khí tối đa mà máy bay có thể mang theo mà vẫn có thể tác chiến hiệu quả, còn tải trọng tối đa là lượng vũ khí lớn nhất mà máy bay có thể mang theo khi cất cánh (nhưng không thể tác chiến hiệu quả do tầm bay bị rút xuống quá ngắn), vì vậy cùng 1 máy bay thì tải trọng tối đa luôn lớn hơn khá nhiều so với tải trọng tác chiến)
- 1x pháo 23 mm GSh-6-23 với 260 viên đạn.
- Mang 4 tên lửa R-33 (AA-9 'Amos') hoặc 6 tên lửa không đối không tầm xa R-37 (AA-X-13 'Arrow') (chỉ cho MiG-31M/BM)
- 4 giá treo vũ khí dưới cánh có thể mang:
  - 2 tên lửa R-40RD1/R-40TD1 (AA-6 'Acrid') tầm trung
  - 4 tên lửa hồng ngoại tầm ngắn R-60 (AA-8 'Aphid') hoặc R-73 (AA-11 'Archer')
  - 4 tên lửa R-77 (AA-12 'Adder') tầm xa
- Một số máy bay được trang bị tên lửa chống bức xạ Kh-31P (AS-17 'Krypton') và Kh-58 (AS-11 'Kilter') trong vai trò chế áp hệ thống phòng không quân địch (SEAD)

## Nội dung liên quan

### Máy bay có cùng sự phát triển
- MiG-25

### Máy bay có tính năng tương đương
- F-14 Tomcat
- F-15 Eagle
- Panavia Tornado ADV

### Danh sách máy bay tiếp theo
MiG-25 -
MiG-27 -
MiG-29 -
MiG-29M -
MiG-31 -
MiG-35